# Замбжиці-Плевкі
Замбжиці-Плевкі (пол. Zambrzyce-Plewki) — село в Польщі, у гміні Рутки Замбровського повіту Підляського воєводства.
Населення — 56 осіб (2011).
У 1975-1998 роках село належало до Ломжинського воєводства.

## Демографія
Демографічна структура станом на 31 березня 2011 року:
|          | Загалом | Допрацездатний вік | Працездатний вік | Постпрацездатний вік |
| -------- | ------- | ------------------ | ---------------- | -------------------- |
| Чоловіки | 28      | 5                  | 20               | 3                    |
| Жінки    | 28      | 3                  | 17               | 8                    |
| Разом    | 56      | 8                  | 37               | 11                   |